# Edward John Eyre

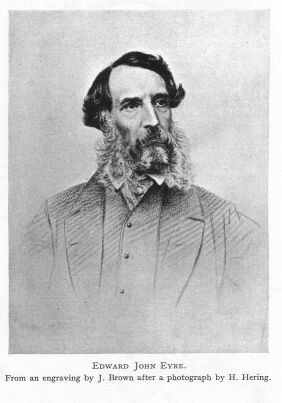
Edward John Eyre

Edward John Eyre (* 5. August 1815 in Whipsnade, Bedfordshire, oder Hornsea, Yorkshire; † 30. November 1901 in Walreddon Manor in Devon) war ein britischer Forschungsreisender in Australien und Politiker. Bekannt wurde er durch seine Expeditionen nördlich von Adelaide und seine Reise entlang der australischen Südküste. Berüchtigt war er wegen seiner Rolle als Gouverneur von Jamaika während des Morant-Bay-Aufstandes 1865, den er brutal niederschlagen ließ.
Nach ihm sind in South Australia der Lake Eyre, die Eyre-Halbinsel, der Eyre Highway benannt und der Eyre Creek, der teilweise auch in Queensland liegt. Ebenso auf Neuseeland sind nach ihm die Eyre Mountains, die Dörfer Eyreton und West Eyreton in der Region Canterbury, sowie der Eyre Creek auf der Südinsel benannt.

## Kindheit und Jugend in England
Edward John Eyre wurde am 5. August 1815 als dritter Sohn von Sarah und Anthony William Eyre geboren. Der genaue Geburtsort von Edward John Eyre ist nicht bekannt. So finden sich in den ersten Biographien von Edward John Eyre, nämlich jene von Hamilton Hume, Malcolm Uren und Robert Stephens, Angaben zu seinem Geburtsdatum, nicht jedoch zum Ort der Geburt. Dennoch gibt das Dictionary of National Biography Hornsea in Yorkshire an. Da er aber am 17. August 1815 in Whipsnade in Bedfordshire getauft wurde und sein Vater dort als Kurator arbeitete, ist es auch wahrscheinlich, dass Eyre stattdessen in Whipsnade geboren wurde. Erst später zog die Familie nach Hornsea, wo der Vater Vikar von Hornsea und Long Riston wurde. Eyre stammt aus einer gebildeten Familie: so war ein Großvater promoviert, der andere Kanoniker in York und seine Frau war ebenfalls das Kind eines Priesters.
Über seine Kindheit ist wenig bekannt, aber es lässt sich festhalten, dass Eyre sich gerne draußen bewegte, seine Hände benutzte und eine große Entschlossenheit und Starrsinn entwickeln konnte. Im Gegenzug war er ein mittelmäßiger Schüler, den sein Vater an mehrere Schulen in Thorparch, Rotherham, Grantham, Louth und Sedbergh schickte. Mit 16 Jahren verließ er die Schule in Sedbergh, um der Armee beizutreten. Sein Vater überredete ihn jedoch dazu, nach Australien zu gehen. Obwohl Eyre nichts über Australien wusste, willigte er ein, denn er glaubte, dort ein unabhängiges und selbstbestimmtes Leben führen zu können. Im Alter von 17 Jahren, am 19. Oktober 1832, legte er mit der Ellen nach Australien ab.

## Australien
Am 2. März 1833 lief sein Schiff in Hobart ein. Den Aufenthalt dort genoss Eyre; er nutzte die Zeit zum Ausreiten und Jagen und lernte auch William Broughton kennen, der zu dieser Zeit Erzdekan von New South Wales war und späterer Bischof von Sydney. Dieses Treffen war der Beginn ihrer langjährigen Freundschaft. In Sydney, wo er am 28. März ankam, mietete er sich zunächst im Australian Hotel ein und begann mit der Arbeitssuche, fand aber zunächst nichts. Prägend für ihn war jedoch die Begegnung mit einem alten Kolonisten, dem er einen Brief überbringen sollte. Dieser riet ihm, sich nicht auf die Regierung zu verlassen, sondern in die Wildnis zu ziehen und Viehzucht zu betreiben. Dennoch blieb er zunächst in Sydney, war arbeitslos und sah sich gezwungen, Teile seiner Ausrüstung zu verkaufen. Die Situation änderte sich, als er von Henry Dumaresq, einem Colonel der britischen Armee, auf dessen Station am Hunter River eingeladen wurde. Nach einer dreitägigen und beschwerlichen Reise war Eyre am 13. Mai schließlich auf Dumaresqs Farm St. Helier’s. Eyre war beeindruckt vom Lebensstandard der Familie Dumaresq im Busch, und Henry Dumaresq vermittelte Eyre einen Arbeitsplatz auf einer Farm in 25 Meilen Entfernung, die von einem erfahrenen Kolonisten, William Bell, geleitet wurde. Dort sollte Eyre zunächst Erfahrung sammeln, bevor er sich an eigene Unternehmen wagte.
Einige Tage später kehrte Eyre nach Sydney zurück, um seine Sachen zu packen und Strafgefangene zur Arbeit anzuheuern. Erst am 21. Juni brach er von Sydney mit einem Ochsengespann und einem Fahrer auf.
Im Juli kaufte er eine Herde von 400 Schafen. 1834 erwarb er ein 510 Hektar großes Stück Land in der Molonglo-Ebene nahe Queanbeyan. 1835 trieb er zusammen mit Robert Campbell 3000 Schafe aus den Liverpool Plains in die Molonglo-Ebene. Nach Problemen mit erkrankten Schafen verkaufte er sein Land jedoch wieder und kehrte 1837 nach Sydney zurück, wo er zum ersten Mal Charles Sturt traf. Bis Ende März 1837 kaufte er 78 Rinder, 414 Schafe und einige Ochsen und Pferde, die er nach Süden treiben und in Melbourne verkaufen wollte. Dabei nutzte er seine frühere Besitzung in der Molonglo-Ebene (Woodlands) als Sammelstelle, von wo aus er am 1. April aufbrach. Am 2. August des Jahres erreichte Edward John Eyre Melbourne und verkaufte das Vieh gewinnbringend.

### Expeditionen

#### Überlandexpeditionen nach Adelaide
Zurück in Sydney wollte er der erste sein, der über den Landweg in die 1836 gegründete Kolonie South Australia reiste. Deshalb stellte er eine Expedition zusammen und erwarb 300 Rinder, die er von den Limestone Plains ausgehend nach Adelaide treiben wollte. Er machte sich am 3. Januar 1839 auf den Weg, wobei wenig später am 15. Januar sein Vorarbeiter John Baxter zu ihm stieß. Nach einem kurzen Aufenthalt in Adelaide ging er zurück nach Sydney und erwarb diesmal 1000 Rinder und 600 Schafe, die er nach Adelaide trieb und dort verkaufte.

#### Expeditionen von 1839

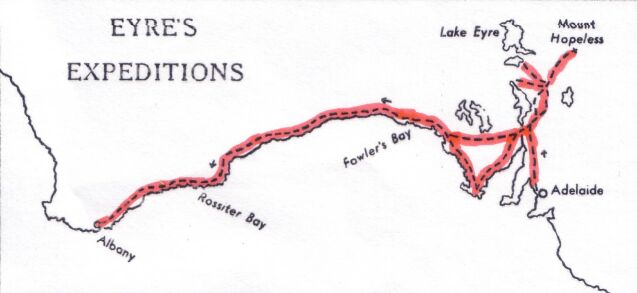
Eyres Expeditionen

Von den 2000 £ Gewinn, die ihm blieben, kaufte er ein Stück Land in Adelaide, um es zu bewirtschaften. Dort hielt es ihn jedoch nicht lange, denn im Mai 1839 leitete er eine Expedition in den Norden. Er stieß von der Nordspitze des Spencer-Golfes auf der Suche nach fruchtbarem Weideland in die Flinderskette vor. Er sichtete auch Lake Torrens, dieser war jedoch zu dieser Jahreszeit ein ausgetrockneter Salzsee. Ergebnislos kehrte Eyre nach Adelaide zurück, doch schon im August leitete er eine Expedition auf der später nach ihm benannten Eyre-Halbinsel. Am 5. August 1839 setzte er mit einem Schiff nach Port Lincoln an der Südspitze der Halbinsel über und folgte der Westküste etwa bis zur Streaky Bay, wo er die Richtung wechselte und nun mehr oder weniger direkt über die Gawler Ranges und südlich an Lake Torrens nach Osten zog und über die Spitze des Spencer-Golfs nach Adelaide zurückkehrte.

#### Expedition in Westaustralien
Im Januar ließ sich Eyre mit zwei weiteren Personen und Schafen und Rindern zum King George Sound fahren und trieb von dort aus die Viehherde zur Swan River Colony, dem heutigen Perth. Auf dem Rückweg brachte er Wylie mit nach Adelaide. Der Aborigine begleitete Eyre als Freund auf seinen späteren Expeditionen.

#### Expedition von 1840 bis 1841
Während Eyres Abwesenheit war in Adelaide ein Komitee eingerichtet worden, das eine Expedition entlang der Westküste organisieren sollte. Eyre hörte davon und bewarb sich als Expeditionsleiter, setzte jedoch durch, dass die Expedition nochmals die Seen im Norden erkundete. Die Gruppe wurde innerhalb weniger Wochen zusammengestellt und bestand neben Eyre aus fünf weiteren Männern, darunter auch John Baxter. Sie führten 13 Pferde, 40 Schafe und Verpflegung für zunächst drei Monate mit sich. Weiterer Proviant wurde mit einem Schiff zur Nordspitze des Spencer-Golfs gebracht. Von Mount Arden aus machte er sich auf den Weg nach Norden durch die Flinders Ranges. Bei mehreren Vorstößen konnte er Lake Torrens im Westen, die Südspitze von Lake Eyre im Norden und Mount Hopeless im Osten erreichen. Eyre war von den Ergebnissen dieser Reise enttäuscht, aber dennoch entschlossen, endlich fruchtbares Land zu finden. Sein Plan war es, weiter im Westen zu suchen und damit letztlich die Expedition durchzuführen, die das Komitee ursprünglich vorgehabt hatte.
Baxter wurde mit zwei Weißen und einem Aborigine zur Streaky Bay vorgeschickt, während Eyre selbst mit dem Rest der Truppe nach Port Lincoln an der Südspitze der Eyre-Halbinsel ging. Von dort schickte er einen seiner Männer mit der Bitte um mehr Proviant nach Adelaide. Außerdem sollte dieser Wylie aus Adelaide abholen.
Am 3. November trafen sich Eyres und Baxters Gruppen an der Streaky Bay, von wo aus sie zur Fowler’s Bay zogen, um dort ein Lager zu errichten. Erst im dritten Versuch gelang es der Gruppe, die Spitze dieser Bucht zu erreichen. Angesichts der erheblichen Schwierigkeiten, die die Gruppe bis dahin hatte, schickte Eyre lieber die anderen Teilnehmer bis auf Baxter, Wylie und zwei weitere Aborigines zurück. Am 25. Februar 1841 begannen die fünf verbliebenen Männer die über 1300 Kilometer lange Reise zum King George Sound. Die Reise war sehr hart, sie bewegten sich durch Wüste und stießen erst nach 217 Kilometern am 12. März beim heutigen Eucla erstmals auf gutes Wasser. Mit dem ungünstigen Gelände und dem Wassermangel im australischen Sommer hatten sie während der ganzen Reise zu kämpfen.

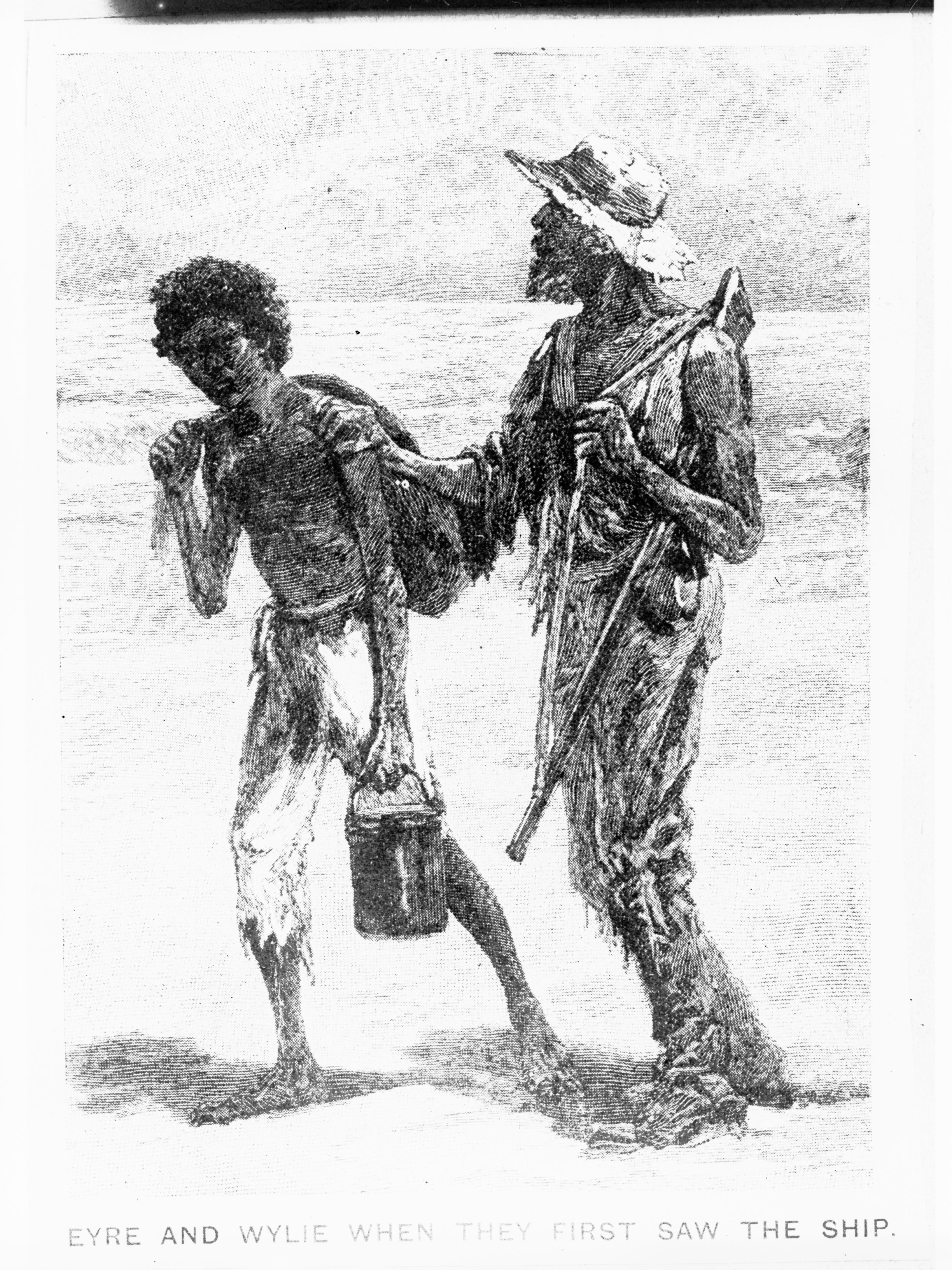
John Eyre und Wylie, als sie das erste Schiff sehen

Am 29. April ermordeten jedoch die beiden Aborigines Baxter und flohen mit einem Teil der Vorräte und sämtlichen funktionsfähigen Feuerwaffen. Eyre und Wylie setzten den Weg über einen Monat lang fort, bis sie am 2. Juni bei Esperance von einem französischen Walfänger entdeckt und aufgenommen wurden. Eyre bestand jedoch nach einigen Tagen darauf, seine Reise bis Albany fortzusetzen und wurde vom Kapitän des Schiffes, Rossiter, mit Proviant versorgt. Ihm zu Ehren benannte Eyre die Bucht dann Rossiter Bay. Am 7. Juli erreichte Eyre endlich Albany. Für diese Expedition wurde ihm 1847 die Founder’s gold medal of the Royal Geographical Society verliehen.

### Protector of Aborigines
Noch auf der Rückfahrt von Albany verfasste Eyre ein Gesuch an den Gouverneur von South Australia, in dem er um die Leitung einer Expedition von der Moreton Bay (Bucht vom heutigen Brisbane) nach Port Essington im heutigen Northern Territory bat. Dies wurde ihm verwehrt, stattdessen wurde ihm ein Verwaltungsplatz zugeteilt: als Resident magistrate und Protector of Aborigines war er ab Oktober 1841 in Moorundie am Murray River für den Umgang mit den örtlichen Aborigines zuständig. Zuvor war es dort immer wieder zu Zusammenstößen der örtlichen Bevölkerung mit durchziehenden Viehtreibern gekommen. Während seiner Amtszeit hatte sich die Zahl der Angriffe und gewalttätigen Auseinandersetzungen merklich reduziert, obwohl die Besiedlung durch europäische Einwanderer stark zunahm.

## England, Neuseeland und Westindische Inseln
Im Dezember 1844 kehrte Eyre nach England zurück. Er nahm zwei junge Aborigines mit, die dort auf seine Kosten ausgebildet und erzogen werden sollten. 1846 wurde er Vizegouverneur von Neuseeland, doch er zerstritt sich mit Gouverneur George Grey und kehrte 1853 wiederum nach England zurück. Zum Ausgleich wurde er 1854 Vizegouverneur von St. Vincent in der Karibik. 1860 wurde er als acting governor auf die Inseln über dem Winde versetzt. Dort bewährte er sich und kam daher 1861 als acting governor nach Jamaika, wo er 1864 zum Governor-in-chief erhoben wurde.

## Morant-Bay-Aufstand
Als am 11. Oktober 1865 der Morant-Bay-Aufstand begann, hielt Eyre dies für den Auftakt einer größeren Revolte und verhängte das Kriegsrecht über Jamaika mit Ausnahme der Hauptstadt Kingston. Der Einsatz der Armee führte bis zum Ende des Kriegszustandes am 13. November zu 608 Toten, 600 Auspeitschungen und über 1000 niedergebrannten Wohnstätten. Eyre ließ zudem einen afrikanischstämmigen Abgeordneten der Legislative, George William Gordon, in Kingston (wo das Kriegsrecht nicht galt) verhaften, weil er und viele andere William Gordon als Anstifter des Aufstandes ansahen. Anschließend wurde Gordon aus Kingston fortgebracht, um ihn vor einem Kriegsgericht zum Tode verurteilen zu lassen.
Von Engländern in Jamaika wurde das Vorgehen des Gouverneurs begrüßt, in England jedoch scharf verurteilt, Eyre wurde als Mörder bezeichnet. Eine königliche Kommission kam zu dem Schluss, Eyre habe schnell, aber unangemessen hart auf den Aufstand reagiert, sodass man ihn seines Amtes enthob und nach England zurückbeorderte. Dort wurde weiterhin über seine Rolle als Gouverneur gestritten, insgesamt wurde dreimal Klage gegen Eyre eingereicht, jedes Mal jedoch zurückgewiesen.

## Letzte Jahre und Tod
1874 wurde Eyre offiziell pensioniert und er zog nach Walreddon Manor nahe Tavistock zurück, wo er am 30. November 1901 verstarb. Seine Frau und fünf Kinder überlebten ihn. 1901 verlieh die Royal Society of New South Wales ihm die Clarke-Medaille.

## Schriften
Über seine Reisen in Australien berichtete er in seinem
- Journal of expeditions of discovery into Central Australia and overland from Adelaide to King George's Sound in the years 1840-1 : Sent by the colonists of South Australia, with the sanction and support of the Government: including an account of the manners and customs of the Aborigines and the state of their relations with Europeans. T & W Boone, London 1845. usyd.edu.au
- An account of the manners and customs of the Aborigines and the state of their relations with Europeans adelaide.edu.au abgerufen am 8. Dezember 2010.